# Eoophyla tripunctalis
Eoophyla tripunctalis là một loài bướm đêm trong họ Crambidae.